# Thor (nome)
Thor  è un nome proprio di persona danese, norvegese e svedese maschile.

## Varianti
- Maschili: Tor[1][2]
- Femminili: Tora, Thora[1]

### Varianti in altre lingue
- Islandese: Þór[1]
- Norreno: Þórr[1]
- Tedesco: Tord

## Origine e diffusione

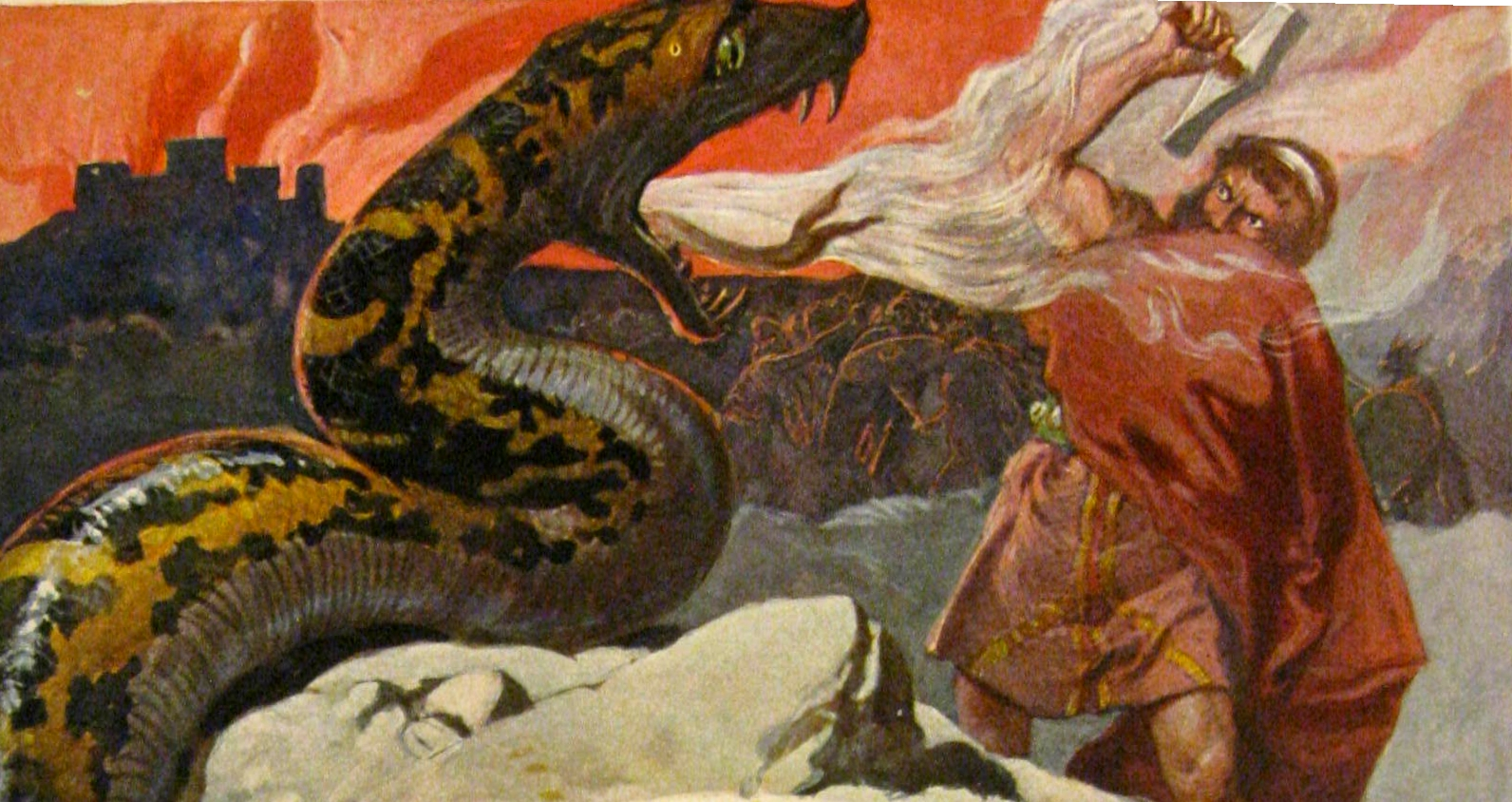
Thor e il Miðgarðsormr, di Emil Doepler

Riprende il nome di Thor, il dio norreno della forza, della guerra e delle tempeste; esso deriva dal norreno Þórr, che significa "tuono" (dalla radice germanica Þunraz); talvolta viene interpretato come "il tuonante". 
L'uso del nome è attestato nel Medioevo, ma si trattava allora di un ipocoristico di vari nomi teoforici riferiti a tale divinità (quali Torbjörn, Thorfinn, Torgny, Torkel, Torleif, Tormod, Torsten, Torvald), poiché il nome del dio non era usato direttamente. È stato successivamente riportato in voga nel XIX secolo, ed è ora molto comune in Scandinavia.

## Onomastico
Il nome è adespota, cioè non è portato da alcun santo, quindi l'onomastico ricade il 1º novembre ad Ognissanti.

## Persone
- Thor Freudenthal, regista tedesco

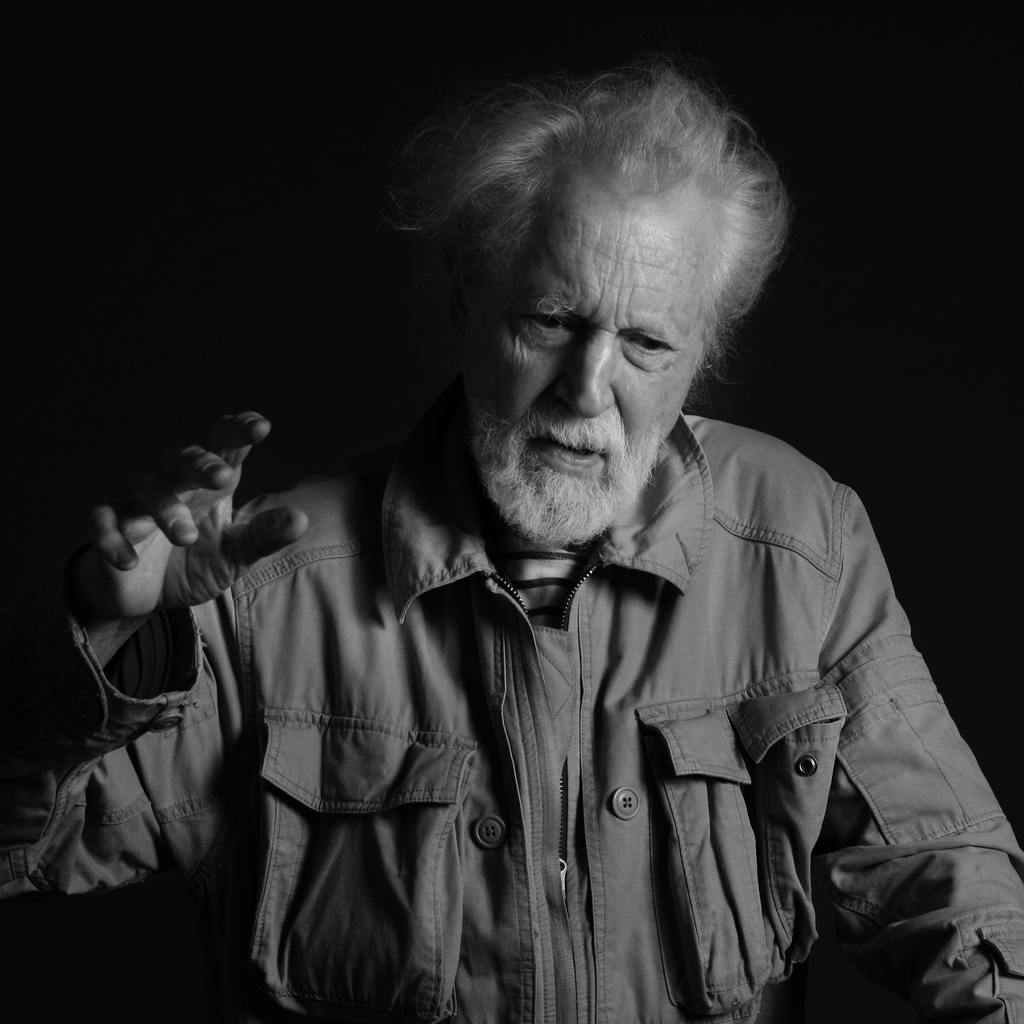
Thor Vilhjálmsson

- Thor Hansen, giocatore di poker norvegese
- Thor Heyerdahl, antropologo, esploratore e regista norvegese
- Thor Hushovd, ciclista su strada norvegese
- Thor Möger Pedersen, politico danese
- Thor Vilhjálmsson, scrittore islandese

### Variante Tor

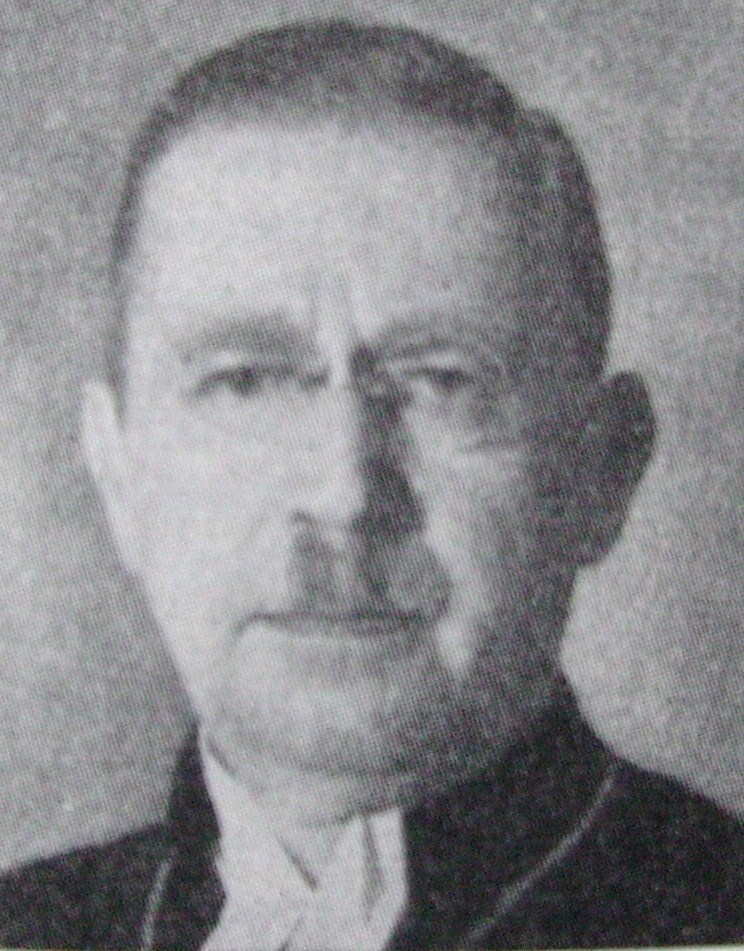
Tor Andræ

- Tor Hogne Aarøy, calciatore norvegese
- Tor Andræ, storico delle religioni e orientalista svedese
- Tor Øyvind Hovda, calciatore norvegese
- Tor Johnson, attore e wrestler svedese
- Tor Ole Skullerud, calciatore e allenatore di calcio norvegese

### Variante Tord
- Tord Grip, dirigente sportivo, allenatore di calcio e calciatore svedese
- Tord Gustavsen, pianista norvegese
- Tord Pedersson Bonde, religioso svedese